# 松崎司
松崎司（1966年5月31日—2022年7月4日），是日本的BL男性漫畫家，日本横滨市人。血型O型，星座是雙子座。

## 人物概要
松崎司本身也是个男同性戀者，他的漫画作品都以男同性戀情節附加情色情節的短篇漫畫为主。
处女作也同样是BL漫畫，之後在較為男同志向的光彩書房、オークラ出版所出版的雜誌上連載作品。
松崎司和松武、松本いなき三人统稱为Gay漫画界的「三松組合」，在名称上最别具一格的是他们名字里都有个「松」字。
和松武一樣都是愛貓人士，松崎司飼養了一隻名字叫做マサムネ的貓。

## 出道歷程
- 出道初期在青磁ビブロス、芳文社出版過好几本女性向的BL漫畫，
- 後期轉往更為男性化取向的漫畫雜誌上連載，譬如筋肉男、肉體派、激男、爆男等。

## 作品列表

### BL時期
- 9to恋5to愛 1（青磁ビブロス）[1992-07]
- 9to恋5to愛 2（青磁ビブロス）[1993-12]
- 山羊座的恋人（青磁ビブロス）[1995-07]
- 恋愛小説ができるまで（芳文社）[1996-06]
- 誘惑するアダム（芳文社）[1998-04]

### Gay時期
- ビスポーク(中文書名訂為 [Bespoke])（光彩書房）[2003-05]
- beast tamer（光彩書房）[2004-05]
- 黒田組曲輪逢引（古川書房）[2005-09]
- Heavy-Duty（オークラ出版）[2005-12]
- 三千世界の烏を殺し (即[殺盡三千世界的烏鴉]) (中文書名訂為 [新宿夜啼鳥])（古川書房）[2006-09]
- IMITATION GOLD (中文書名訂為 [束縛警官])（オークラ出版）[2007-06]
- 覗機関狂威蜜（古川書房）[2008-02]
- experience (中文書名訂為 [experience 體驗])（オークラ出版）[2008-12]
- surf trip BOYS? (中文書名訂為 [海浪中的男孩])（オークラ出版）[2009-07]
- 山椒は小粒で (中文書名訂為 [巨根小山椒])（古川書房）[2009-10]
- 夜来香（オークラ出版）[2009-12]
- 三千世界の烏を殺し 完全版 (即[殺盡三千世界的烏鴉 完全版]) (中文書名訂為 [黑幫地下情])（古川書房）[2010-04]
- サンドリヨン (中文書名訂為 [孤島上的羅曼歷險])（オークラ出版）[2010-06]

### 同人誌作品
- nexus 攻殻機動隊
- 松花堂（合同誌 - 松武）[2008-08]
- 松花堂 2（合同誌 - 松武）[2008-12]
- 松花堂 3（合同誌 - 松武）[2009-08]
- 松花堂 4（合同誌 - 松武）[2009-12]
- 男子★ごはん（合同誌 - 松武）[2010-05]
- 松花堂 5（合同誌 - 松武）[2010-08]
- 松花堂 6（合同誌 - 松武）[2011-下半年(?)]

台灣目前尚未有書商正式授權代理中文版，目前台灣市面的正版書籍僅有日文版。

### 引用資料
1. ↑  . 株式会社オークラ出版.   [2022-07-22]. （原始内容存档于2022-07-22）.